# Sessa (Moxico)
Sessa é uma vila e comuna angolana que se localiza na província de Moxico, pertencente ao município de Lumbala Guimbo.
Anteriormente uma comuna do município do Bundas, em 5 de setembro de 2024 foi transferido para a jurisdição do novo município de Lumbala Guimbo.